# Midnattens widunder
Midnattens widunder (în românește Bestiile miezului nopții) este albumul de debut al formației Finntroll.
În 2008 a fost relansat de casa de discuri Spikefarm Records. Albumul spune povestea trolilor care își părăsesc peșterile din muntele negru ("Svartberg") și, sub conducerea regelui-șaman "Rivfader", încep războiul împotriva creștinismului. După o noapte sângeroasă ("Blodnatt"), bestiile miezului nopții ("Midnattens widunder") își celebrează victoria cântând ("Segersång") și consumând ciuperci halucinogene ("Svampfest").

## Lista pieselor
1. "Intro" - 01:56
2. "Svartberg" (Muntele negru) - 04:07
3. "Rivfader" - 04:09
4. "Vätteanda" (Spirit de goblin) - 04:36
5. "Bastuvisan" (Cântecul saunei) - 01:18
6. "Blodnatt" (Noapte sângeroasă) - 05:12
7. "Midnattens widunder" (Bestiile miezului nopții) - 04:40
8. "Segersång" (Cântecul victoriei) - 01:58
9. "Svampfest" (Ospăț cu ciuperci) - 02:04

## Personal
- Katla - vocal
- Somnium - chitară
- Skrymer - chitară
- Trollhorn - sintetizator
- Tundra - chitară bas
- Beast Dominator - baterie